# نیتن پی. برایان
نیتن پی. برایان (به انگلیسی: Nathan P. Bryan) سناتور سابق عضو حزب دموکرات ایالات متحده آمریکا بود. وی در سال ۱۹۱۱ تا ۱۹۱۷ میلادی سناتور ایالت فلوریدا در سنای ایالات متحده آمریکا بود.